# Běh na lyžích na Zimních olympijských hrách 2014 – sprint muži
Sprint mužů, běžecká disciplína z programu Zimních olympijských her 2014, se konal 11. února 2014 v Centru biatlonu a běžeckého lyžování Laura v ruském Soči. Závodilo se volným stylem. Vítězem se stal norský závodník Ola Vigen Hattestad před švédskou dvojicí Teodor Peterson a Emil Jönsson.

## Program
Časy jsou uvedeny v místním čase (UTC+4).
| Datum          | Čas   | Fáze závodu     |
| -------------- | ----- | --------------- |
| 11. února 2014 |       | Kvalifikace     |
| 11. února 2014 | 16:25 | Vyřazovací fáze |

## Výsledky
Zdrojováno oficiálními výsledky ze stránek Mezinárodní lyžařské federace (FIS).
Q — postoupil do další fáze
LL — šťastný poražený
FF — fotofiniš

### Kvalifikace
| Pořadí | Číslo | Závodník               | Země                   | Čas     | Ztráta   | Poznámka |
| ------ | ----- | ---------------------- | ---------------------- | ------- | -------- | -------- |
| 1      | 1     | Ola Vigen Hattestad    | Norsko                 | 3:28.35 | —        | Q        |
| 2      | 5     | Sergej Usťugov         | Rusko                  | 3:30.26 | +1.91    | Q        |
| 3      | 6     | Federico Pellegrino    | Itálie                 | 3:30.38 | +2.03    | Q        |
| 4      | 10    | Anders Gløersen        | Norsko                 | 3:30.41 | +2.06    | Q        |
| 5      | 9     | Emil Jönsson           | Švédsko                | 3:30.77 | +2.42    | Q        |
| 6      | 20    | Teodor Peterson        | Švédsko                | 3:31.43 | +3.08    | Q        |
| 7      | 8     | Eirik Brandsdal        | Norsko                 | 3:32.53 | +4.18    | Q        |
| 8      | 26    | Bernhard Tritscher     | Rakousko               | 3:32.60 | +4.25    | Q        |
| 9      | 18    | Alexej Peťuchov        | Rusko                  | 3:32.67 | +4.32    | Q        |
| 10     | 17    | Calle Halfvarsson      | Švédsko                | 3:33.11 | +4.76    | Q        |
| 11     | 13    | Nikita Krjukov         | Rusko                  | 3:34.04 | +5.69    | Q        |
| 12     | 4     | Martti Jylhä           | Finsko                 | 3:34.49 | +6.14    | Q        |
| 13     | 38    | Dario Cologna          | Švýcarsko              | 3:35.03 | +6.68    | Q        |
| 14     | 28    | Renaud Jay             | Francie                | 3:35.16 | +6.81    | Q        |
| 15     | 56    | Marcus Hellner         | Švédsko                | 3:35.38 | +7.03    | Q        |
| 16     | 3     | Petter Northug         | Norsko                 | 3:35.44 | +7.09    | Q        |
| 17     | 11    | Andrew Newell          | Spojené státy americké | 3:35.52 | +7.17    | Q        |
| 18     | 44    | David Hofer            | Itálie                 | 3:35.68 | +7.33    | Q        |
| 19     | 14    | Alex Harvey            | Kanada                 | 3:36.08 | +7.73    | Q        |
| 20     | 22    | Anton Džafarov         | Rusko                  | 3:36.10 | +7.75    | Q        |
| 21     | 15    | Simi Hamilton          | Spojené státy americké | 3:36.12 | +7.77    | Q        |
| 22     | 36    | Cyril Miranda          | Francie                | 3:36.59 | +8.24    | Q        |
| 23     | 2     | Jöri Kindschi          | Švýcarsko              | 3:36.89 | +8.54    | Q        |
| 24     | 30    | Harald Wurm            | Rakousko               | 3:37.18 | +8.83    | Q        |
| 25     | 37    | Ville Nousiainen       | Finsko                 | 3:37.52 | +9.17    | Q        |
| 26     | 39    | Sun Qinghai            | Čína                   | 3:37.71 | +9.36    | Q        |
| 27     | 27    | Andrew Musgrave        | Velká Británie         | 3:37.75 | +9.40    | Q        |
| 28     | 19    | Tim Tscharnke          | Německo                | 3:37.75 | +9.40    | Q        |
| 29     | 35    | Cyril Gaillard         | Francie                | 3:37.86 | +9.51    | Q        |
| 30     | 25    | Nikolaj Čebotko        | Kazachstán             | 3:37.88 | +9.53    | Q        |
| 31     | 12    | Josef Wenzl            | Německo                | 3:38.10 | +9.75    |          |
| 32     | 61    | Thomas Bing            | Německo                | 3:38.30 | +9.95    |          |
| 33     | 52    | Roman Ragozin          | Kazachstán             | 3:38.56 | +10.21   |          |
| 34     | 24    | Anssi Pentsinen        | Finsko                 | 3:38.66 | +10.31   |          |
| 35     | 16    | Sebastian Eisenlauer   | Německo                | 3:39.00 | +10.65   |          |
| 36     | 32    | Len Väljas             | Kanada                 | 3:39.87 | +11.52   |          |
| 37     | 42    | Torin Koos             | Spojené státy americké | 3:40.27 | +11.92   |          |
| 37     | 48    | Dietmar Nöckler        | Itálie                 | 3:40.27 | +11.92   |          |
| 39     | 54    | Erik Bjornsen          | Spojené státy americké | 3:40.39 | +12.04   |          |
| 40     | 31    | Baptiste Gros          | Francie                | 3:40.54 | +12.19   |          |
| 41     | 50    | Dušan Kožíšek          | Česko                  | 3:40.56 | +12.21   |          |
| 42     | 49    | Andrew Young           | Velká Británie         | 3:40.68 | +12.33   |          |
| 43     | 43    | Juho Mikkonen          | Finsko                 | 3:40.72 | +12.37   |          |
| 44     | 41    | Enrico Nizzi           | Itálie                 | 3:40.89 | +12.54   |          |
| 45     | 33    | Juiči Onda             | Japonsko               | 3:40.98 | +12.63   |          |
| 46     | 55    | Max Hauke              | Rakousko               | 3:41.55 | +13.20   |          |
| 47     | 7     | Jovian Hediger         | Švýcarsko              | 3:42.34 | +13.99   |          |
| 48     | 58    | Michail Semenov        | Bělorusko              | 3:42.93 | +14.58   |          |
| 49     | 29    | Aleš Razým             | Česko                  | 3:43.24 | +14.89   |          |
| 50     | 62    | Ruslan Perechoda       | Ukrajina               | 3:43.61 | +15.26   |          |
| 51     | 45    | Raido Ränkel           | Estonsko               | 3:43.82 | +15.47   |          |
| 52     | 34    | Peeter Kümmel          | Estonsko               | 3:44.03 | +15.68   |          |
| 53     | 51    | Jesse Cockney          | Kanada                 | 3:44.36 | +16.01   |          |
| 54     | 64    | Martin Møller          | Dánsko                 | 3:44.38 | +16.03   |          |
| 55     | 53    | Phillip Bellingham     | Austrálie              | 3:45.65 | +17.30   |          |
| 56     | 40    | Devon Kershaw          | Kanada                 | 3:45.77 | +17.42   |          |
| 57     | 63    | Sebastian Gazurek      | Polsko                 | 3:46.12 | +17.77   |          |
| 58     | 46    | Denis Volotka          | Kazachstán             | 3:46.92 | +18.57   |          |
| 59     | 47    | Siim Sellis            | Estonsko               | 3:48.06 | +19.71   |          |
| 60     | 69    | Imanol Rojo            | Španělsko              | 3:48.44 | +20.09   |          |
| 61     | 65    | Arvis Liepiņš          | Lotyšsko               | 3:49.28 | +20.93   |          |
| 62     | 77    | Callum Smith           | Velká Británie         | 3:50.13 | +21.78   |          |
| 63     | 78    | Milanko Petrović       | Srbsko                 | 3:50.20 | +21.85   |          |
| 64     | 68    | Andrey Gridin          | Bulharsko              | 3:50.57 | +22.22   |          |
| 65     | 71    | Paul Constantin Pepene | Rumunsko               | 3:51.54 | +23.19   |          |
| 66     | 57    | Peter Mlynár           | Slovensko              | 3:51.76 | +23.41   |          |
| 67     | 21    | Maciej Staręga         | Polsko                 | 3:51.84 | +23.49   |          |
| 68     | 74    | Florin Daniel Pripici  | Rumunsko               | 3:52.68 | +24.33   |          |
| 69     | 75    | Edi Dadić              | Chorvatsko             | 3:52.89 | +24.54   |          |
| 70     | 73    | Vytautas Strolia       | Litva                  | 3:55.48 | +27.13   |          |
| 71     | 60    | Jānis Paipals          | Lotyšsko               | 3:56.21 | +27.86   |          |
| 72     | 72    | Sævar Birgisson        | Island                 | 3:59.50 | +31.15   |          |
| 73     | 67    | Milán Szabó            | Maďarsko               | 3:59.68 | +31.33   |          |
| 74     | 80    | Apostolos Angelis      | Řecko                  | 4:01.87 | +33.52   |          |
| 75     | 79    | Sabahattin Oğlago      | Turecko                | 4:02.03 | +33.68   |          |
| 76     | 81    | Rejhan Šmrković        | Srbsko                 | 4:02.28 | +33.93   |          |
| 77     | 83    | Victor Pînzaru         | Moldavsko              | 4:04.91 | +36.56   |          |
| 78     | 86    | Darko Damjanovski      | Makedonie              | 4:08.56 | +40.21   |          |
| 79     | 66    | Kari Peters            | Lucembursko            | 4:13.08 | +44.73   |          |
| 80     | 82    | Leandro Ribela         | Brazílie               | 4:21.12 | +52.77   |          |
| 81     | 70    | Oleksij Krasovskij     | Ukrajina               | 4:35.08 | +1:06.73 |          |
| 82     | 85    | Mladen Plakalović      | Bosna a Hercegovina    | 4:40.64 | +1:12.29 |          |
| 83     | 23    | Roman Schaad           | Švýcarsko              | 4:56.63 | +1:28.28 |          |
| 84     | 84    | Yonathan Fernandez     | Chile                  | 4:58.63 | +1:30.28 |          |
| 85     | 76    | Callum Watson          | Austrálie              | 5:29.62 | +2:01.27 |          |
| 86     | 59    | Xu Wenlong             | Čína                   | DNF     |          |          |

### Čtvrtfinále
Čtvrtfinále 1
| Pořadí | Číslo | Závodník            | Země                   | Čas     | Ztráta | Poznámka |
| ------ | ----- | ------------------- | ---------------------- | ------- | ------ | -------- |
| 1      | 1     | Ola Vigen Hattestad | Norsko                 | 3:37.99 | —      | Q        |
| 2      | 20    | Anton Džafarov      | Rusko                  | 3:38.52 | +0.53  | Q        |
| 3      | 11    | Nikita Krjukov      | Rusko                  | 3:39.10 | +1.11  | FF       |
| 4      | 10    | Calle Halfvarsson   | Švédsko                | 3:39.13 | +1.14  | FF       |
| 5      | 30    | Nikolaj Čebotko     | Kazachstán             | 3:39.66 | +1.67  |          |
| 6      | 21    | Simi Hamilton       | Spojené státy americké | 3:39.83 | +1.84  |          |

Čtvrtfinále 2
| Pořadí | Číslo | Závodník        | Země                   | Čas     | Ztráta | Poznámka |
| ------ | ----- | --------------- | ---------------------- | ------- | ------ | -------- |
| 1      | 4     | Anders Gløersen | Norsko                 | 3:36.28 | —      | Q        |
| 2      | 7     | Eirik Brandsdal | Norsko                 | 3:36.59 | +0.31  | Q        |
| 3      | 14    | Renaud Jay      | Francie                | 3:37.00 | +0.72  |          |
| 4      | 17    | Andrew Newell   | Spojené státy americké | 3:37.12 | +0.84  |          |
| 5      | 24    | Harald Wurm     | Rakousko               | 3:38.32 | +2.04  |          |
| 6      | 27    | Andrew Musgrave | Velká Británie         | 3:48.69 | +12.41 |          |

Čtvrtfinále 3
| Pořadí | Číslo | Závodník         | Země    | Čas     | Ztráta | Poznámka |
| ------ | ----- | ---------------- | ------- | ------- | ------ | -------- |
| 1      | 5     | Emil Jönsson     | Švédsko | 3:33.20 | —      | Q        |
| 2      | 6     | Teodor Peterson  | Švédsko | 3:33.34 | +0.14  | Q        |
| 3      | 15    | Marcus Hellner   | Švédsko | 3:33.62 | +0.42  | LL       |
| 4      | 17    | Petter Northug   | Norsko  | 3:36.70 | +3.50  | LL       |
| 5      | 25    | Ville Nousiainen | Finsko  | 3:40.84 | +7.64  |          |
| 6      | 26    | Sun Qinghai      | Čína    | 3:47.26 | +14.06 |          |

Čtvrtfinále 4
| Pořadí | Číslo | Závodník        | Země    | Čas     | Ztráta | Poznámka |
| ------ | ----- | --------------- | ------- | ------- | ------ | -------- |
| 1      | 2     | Sergej Usťugov  | Rusko   | 3:36.14 | —      | Q        |
| 2      | 9     | Alexej Peťuchov | Rusko   | 3:36.39 | +0.25  | Q        |
| 3      | 22    | Cyril Miranda   | Francie | 3:37.57 | +1.43  |          |
| 4      | 19    | Alex Harvey     | Kanada  | 3:37.89 | +1.75  |          |
| 5      | 12    | Martti Jylhä    | Finsko  | 3:37.98 | +1.84  |          |
| 6      | 29    | Cyril Gaillard  | Francie | 3:40.77 | +4.63  |          |

Čtvrtfinále 5
| Pořadí | Číslo | Závodník            | Země      | Čas     | Ztráta | Poznámka |
| ------ | ----- | ------------------- | --------- | ------- | ------ | -------- |
| 1      | 3     | Federico Pellegrino | Itálie    | 3:43.97 | —      | Q, FF    |
| 2      | 8     | Bernhard Tritscher  | Rakousko  | 3:44.01 | +0.04  | Q, FF    |
| 3      | 18    | David Hofer         | Itálie    | 3:44.87 | +0.90  |          |
| 4      | 28    | Tim Tscharnke       | Německo   | 3:46.81 | +2.84  |          |
| 5      | 23    | Jöri Kindschi       | Švýcarsko | 3:47.94 | +3.97  |          |
| 6      | 13    | Dario Cologna       | Švýcarsko | 4:39.69 | +55.72 |          |

### Semifinále
Semifinále 1
| Pořadí | Číslo | Závodník            | Země    | Čas     | Ztráta   | Poznámka |
| ------ | ----- | ------------------- | ------- | ------- | -------- | -------- |
| 1      | 1     | Ola Vigen Hattestad | Norsko  | 3:36.33 | —        | Q        |
| 2      | 6     | Teodor Peterson     | Švédsko | 3:36.48 | +0.15    | Q        |
| 3      | 4     | Anders Gløersen     | Norsko  | 3:36.95 | +0.62    | LL, FF   |
| 4      | 15    | Marcus Hellner      | Švédsko | 3:36.98 | +0.65    | LL, FF   |
| 5      | 7     | Eirik Brandsdal     | Norsko  | 3:37.09 | +0.76    |          |
| 6      | 20    | Anton Džafarov      | Rusko   | 6:25.95 | +2:49.62 |          |

Semifinále 2
| Pořadí | Číslo | Závodník            | Země     | Čas     | Ztráta | Poznámka |
| ------ | ----- | ------------------- | -------- | ------- | ------ | -------- |
| 1      | 2     | Sergej Usťugov      | Rusko    | 3:37.37 | —      | Q, FF    |
| 2      | 5     | Emil Jönsson        | Švédsko  | 3:37.43 | +0.06  | Q, FF    |
| 3      | 8     | Bernhard Tritscher  | Rakousko | 3:37.64 | +0.27  |          |
| 4      | 9     | Alexej Peťuchov     | Rusko    | 3:37.89 | +0.52  |          |
| 5      | 16    | Petter Northug      | Norsko   | 3:54.28 | +16.91 |          |
| 6      | 3     | Federico Pellegrino | Itálie   | 3:55.99 | +18.62 |          |

### Finále
| Pořadí           | Číslo | Závodník            | Země    | Čas     | Ztráta   | Poznámka |
| ---------------- | ----- | ------------------- | ------- | ------- | -------- | -------- |
| Zlatá medaile    | 1     | Ola Vigen Hattestad | Norsko  | 3:38.39 | —        |          |
| Stříbrná medaile | 6     | Teodor Peterson     | Švédsko | 3:39.61 | +1.22    |          |
| Bronzová medaile | 5     | Emil Jönsson        | Švédsko | 3:58.13 | +19.74   |          |
| 4                | 4     | Anders Gløersen     | Norsko  | 4:02.05 | +23.66   |          |
| 5                | 2     | Sergej Usťugov      | Rusko   | 4:32.48 | +54.09   |          |
| 6                | 15    | Marcus Hellner      | Švédsko | 5:24.31 | +1:45.92 |          |